# Erica gracilis
Erica gracilis es una especie de planta arbustiva del género Erica distribuida por las provincias de El Cabo en Sudáfrica, en el bioma subtropical. Fue descrita por primera vez en Botanische Beobachtungen: 47 (1798) por Johan Wendland.
Sus pequeñas hojas presentan los márgenes girados para minimizar la pérdida de agua a través de los estomas en el envés de las hojas, a la vez que el haz ofrece una superficie cerosa. Popular en jardinería por su vistosa floración rosada otoñal, su cultivo comenzó durante la segunda mitad del siglo XIX en Alemania. Otra planta estéticamente similar que también se comercializa en la misma época es la brecina (Calluna vulgaris), que cuenta con unas flores algo menos vistosas pero que resiste las heladas y una floración más tardía que llega a durar hasta el invierno. Popularmente, Erica gracilis puede encontrarse bajo los nombres de brezo rosa o brezo de otoño.